# Raulino Rosskamp
Raulino Rosskamp (Joinville, 9 de setembro de 1939) é um político, advogado e economista brasileiro.
Filho de Frederico Emílio Rosskamp e de Elise Rosskamp. Bisneto de alemães, casou-se com Carmem Rosskamp, com quem teve filhos.

## Carreira
Foi deputado à Assembleia Legislativa de Santa Catarina na 11ª legislatura (1987 — 1991).